# Sikorsky CH-148 Cyclone
Сикорский CH-148 «Циклон» (англ. Sikorsky CH-148 Cyclone, — американский многоцелевой палубный вертолёт, разработанный для Вооружённых сил Канады, на базе вертолёта Sikorsky S-92. Предназначен для размещения на фрегатах проектов 124 и 125, кораблей боевого обеспечения типа «Берлин» (проект 702).
Может быть использован в качестве противолодочного, транспортного и спасательного вертолёта.

## Лётно-технические характеристики
Технические характеристики
- Экипаж: 4 человека (2 пилота, борттехник)
- Пассажировместимость: до 22 человек (в зависимости от назначения)
- Длина: 19,76 м
- Длина фюзеляжа: 20,9 м
- Диаметр несущего винта: 17,7 м
- Высота:
- Масса пустого: 7070 кг
- Максимальная взлётная масса: 12993 кг
- Масса полезной нагрузки: 4923 кг

Лётные характеристики
- Максимально допустимая скорость: 361 км/ч
- Максимальная скорость: 305 км/ч
- Крейсерская скорость: 255 км/ч
- Практическая дальность: 945 км
- Практический потолок: 4572 м
- Статический потолок: 3000 м
- Вертикальная скороподъёмность: 7,87 м/с

## Операторы
- Канада — на февраль 2023 по данным Military Balance 22 шт в ВВС и ещё 16 в ВМС на кораблях .[2][3]